# 昌城県 (河北省)
昌城県（しょうじょう-けん）は中華人民共和国河北省にかつて存在した県。現在の衡水市深州市に相当する。
前漢により設置され、後漢により廃止された。